# Utricularia hirta
Utricularia hirta este o specie de plante carnivore din genul Utricularia, familia Lentibulariaceae, ordinul Lamiales, descrisă de Jacob Theodor Klein și Heinrich Friedrich Link. Conform Catalogue of Life specia Utricularia hirta nu are subspecii cunoscute.